# Трофимов, Андрей Владимирович
Андрей Владимирович Трофимов (род. 4 декабря 1976, Владимир) — российский футболист, защитник.

## Карьера
Воспитанник СДЮШОР СК «Торпедо» Владимир. Во взрослую команду попал в 19 лет. Дебютировал за «Торпедо» 2 апреля 1995 года в игре против новотроицкой «Носты». Всего за команду выступал на протяжении 15 сезонов. В чемпионатах России провёл 431 игру и забил 14 голов.
Также играл в орехово-зуевском «Знамени Труда».

## Достижения
- Победитель турнира второго дивизиона зоны «Запад»: 2004, 2010